# Special Olympics San Marino
Special Olympics San Marino ist der san-marinesische Verband von Special Olympics International. Sein Ziel ist die Förderung von Sport für Menschen mit geistiger Beeinträchtigung und die Sensibilisierung der Gesellschaft für diese Mitmenschen. Außerdem betreut er die san-marinesischen Athletinnen und Athleten bei den Special Olympics Wettkämpfen.

## Geschichte
Special Olympics San Marino wurde 1984 mit Sitz in Acquaviva gegründet.

## Aktivitäten
2019 waren 105 Athletinnen, Athleten und Unified Partner sowie 84 Trainer bei Special Olympics San Marino registriert.

### Sportarten
Folgende 11 Sportarten wurden 2019 vom Verband angeboten:
- Alpinski (Special Olympics)
- Boccia (Special Olympics)
- Bowling (Special Olympics)
- Fußball (Special Olympics)
- Turnen (Special Olympics)
- Rhythmische Gymnastik (Special Olympics)
- Leichtathletik (Special Olympics)
- Segeln (Special Olympics)
- Schneeschuhlaufen (Special Olympics)
- Schwimmen (Special Olympics)
- Skilanglauf (Special Olympics)

### Teilnahme an Weltspielen vor 2020
- • 2007 Special Olympics World Summer Games, Shanghai, China (17 Athletinnen und Athleten)
- • 2009 Special Olympics World Winter Games, Boise, USA (2 Athletinnen und Athleten)
- 2011 Special Olympics World Summer Games, Athen (23 Athletinnen und Athleten)
- 2013 Special Olympics World Winter Games, PyeongChang, Südkorea (3 Athletinnen und Athleten)
- 2015 Special Olympics World Summer Games, Los Angeles, USA (11 Athletinnen und Athleten)
- 2017 Special Olympics World Winter Games, Graz-Schladming-Ramsau, Österreich (4 Athletinnen und Athleten)
- 2019 Special Olympics, World Summer Games, Abu Dhabi (16 Athletinnen und Athleten)

### Teilnahme an den Special Olympics World Summer Games 2023 in Berlin
Special Olympics San Marino nahm an den Special Olympics World Summer Games 2023 teil. Die Delegation wurde vor den Spielen im Rahmen des Host Town Program von Ingolstadt betreut. Das Team gewann bei diesen Weltspielen drei Gold-, sechs Silber- und drei Bronzemedaillen.

### Teilnahme an Weltspielen nach 2023
- 2025 Special Olympics World Winter Games, Turin, Italien (3 Athletinnen und Athleten)[4]